# ميخائيل بوتير (لاعب دوري الرغبي)
ميخائيل بوتير (بالإنجليزية: Michael Potter)‏ هو لاعب دوري الرغبي أسترالي، ولد في 24 سبتمبر 1963 في Parramatta ‏ في أستراليا.